# Superslow
Superslow ist im weiten Sinne ein Krafttraining mit einem ungewöhnlich langsamen Bewegungstempo. Im engen Sinne ist es eine in den frühen 1980er Jahren von Ken Hutchins entwickelte Methode des Krafttrainings und ein eingetragener Markenname. Neben Heavy Duty ist Superslow eine der bekanntesten Formen des High Intensity Trainings im Bodybuilding und Kraftsport. Bezeichnend für Superslow ist, dass eine Wiederholung einer Übung eine ganz bestimmte Dauer hat und diese im Allgemeinen sehr viel länger als im konventionellen Bodybuilding ist, wovon sich auch die Bezeichnung Superslow für eine sehr langsame Übungsdurchführung ableitet.

## Theorie

### Allgemeines
Nach dem Grundgedanken des High-Intensity-Trainings, kurz HIT, wird der Wachstumsreiz für den Muskel durch eine hochintensive, aber kurze Belastung gesetzt. Dieser Reiz ist umso größer, je mehr Muskelfasern in der kürzesten dafür nötigen Zeit ermüdet werden. Diese Zeit und die entsprechende Belastungsintensität spielen bei Superslow eine entscheidende Rolle.

### Richtige Belastungsintensität
Eine zu hohe Belastungsintensität zwingt zum Abbruch der Bewegung, bevor die maximale Anzahl von Muskelfasern aktiviert wurde, wohingegen eine zu niedrige Intensität dazu führt, dass sich die Muskelfasern erholen und die Bewegung durch eine aerobe Energiebereitstellung sehr lange ausgeführt werden kann. Da sich die Fasern nicht erholen dürfen, muss die richtige Belastungsintensität im anaeroben Bereich liegen, d. h. die Bewegung muss aufgrund der Vielzahl erschöpfter Muskelfasern und der damit zusammenhängenden Laktatkonzentration (Milchsäure) abgebrochen werden. Damit wird die Belastungsintensität von der anzustrebenden Belastungszeit gesteuert. Als Orientierungsgröße empfiehlt Jim Stoppani 50–70 % des bei normaler Geschwindigkeit verwendeten Gewichts.

### Belastungszeit
Ausgehend von einer durchschnittlichen Aufteilung von langsamen und schnellen Fasern in einem Muskel ist die maximale Dauer einer vorwiegend anaeroben Belastung etwa 120 Sekunden (jede längere Belastung kann nur vorwiegend aerob durchgeführt werden, was, wie oben ausgeführt, kontraproduktiv ist). Dies ist also die anzustrebende Dauer einer Belastung, um den größtmöglichen Wachstumsreiz zu erzielen.

#### Rolle der Muskelfaserzusammensetzung
Je nach Zusammensetzung eines Muskels aus schnellen und langsamen Fasern kann die maximale vorwiegend anaerobe Belastungsdauer variieren. Diese lässt sich nur durch einen Muskelfasertest individuell bestimmen. Auch die unterschiedlichen Muskeln eines Menschen haben evolutionsbedingt unterschiedliche Zusammensetzungen (die Wadenmuskulatur hat mehr langsame Fasern als z. B. die Armmuskulatur, da sich erstere durch ausdauerndes Stützen und letztere durch schnelle Bewegungen auszeichnet). In der Praxis wird dieser Unterschied jedoch meist vernachlässigt.

### Erholungszeit
Die Erholungszeit zwischen den einzelnen Übungen soll so kurz wie möglich gehalten werden, um das Prinzip des Wachstumsreizes auf den ganzen Körper anzuwenden, allerdings mit der Einschränkung, dass das Herz-Kreislauf-System dies bewerkstelligen kann. In der Praxis kann man von einer bis zwei Minuten Pause zwischen den einzelnen Übungen ausgehen.

## Praxis

### Dauer eines Satzes
Eine exakte Einhaltung der richtigen Belastungszeit ist in der Praxis kaum möglich, weshalb im Bereich unter dieser Zeit trainiert wird, konkret von 60 bis 120 Sekunden. Sobald die Grenze von 120 Sekunden erreicht ist, wird die Belastung so geändert, dass sie nur 60 Sekunden dauert.

### Dauer einer Wiederholung
Die Dauer einer einzelnen Wiederholung liegt, je nach Durchführungsmodalität zwischen 15 und 20 Sekunden.

#### Standardmethode
Um eine durchgehende Bewegung zu gewährleisten, den Einfluss des Schwungs aber so gering wie möglich zu halten, wird nach Hutchins eine Wiederholungsdauer von 15 bis 20 Sekunden verwendet, wobei sich diese wie folgt aufteilt:
- Zehn Sekunden je Positivbewegung (überwindend Drücken oder Ziehen)
- Fünf Sekunden je Negativbewegung (bremsend Nachgebend)

oder
- Zehn Sekunden je Positivbewegung (überwindend Drücken oder Ziehen)
- Zehn Sekunden je Negativbewegung (bremsend Nachgeben)[1][2]

Eine Übung dauert somit bei vier bis acht Wiederholungen 60 bis 120 Sekunden.

#### Alternative Methoden
Alternativ dazu finden sich in der Literatur auch noch andere Zeitangaben:
- Fünf Sekunden je Positivbewegung (überwindend Drücken oder Ziehen)
- Zehn Sekunden je Negativbewegung (bremsend Nachgeben)[1]

oder bei ausschließlich negativ exzentrischem Training:
- Zehn Sekunden je Negativbewegung (bremsend Nachgeben)

### Anzahl Sätze

#### Pro Übung
Die Anzahl der Sätze pro Übung ist beim HIT ein Satz, sie kann aber bei anderen Trainingsphilosophien auch zwei Sätze umfassen.

#### Pro Muskelgruppe
Stoppani empfiehlt 2–3 Übungen pro Muskelgruppe. Mit den von ihm empfohlenen zwei Sätzen wäre das eine Gesamtsatzzahl von 4–6 Sätzen pro Muskelgruppe.

### Übungsdurchführung
Eine Übung sollte mit möglichst konstanter Anspannung der Muskulatur und ohne Erholung durchgeführt werden, d. h. die Bewegung endet dort, wo sich aufgrund z. B. des Belastungswinkels – etwa beim Training mit freien Gewichten – die Belastung stark verringert. Die Bewegung sollte nicht so weit durchgeführt werden, dass sich am Ende des Bewegungsablaufs eine Entlastung des Muskels ergibt. Beispielsweise sollte beim Armbeugen im Stehen der Unterarm niemals im rechten Winkel zum Boden sein, da in dieser Stellung der Bizeps fast vollständig entlastet ist. Die Übung sollte, nachdem keine vollständige Wiederholung mehr möglich ist, mit einem 15-sekündigen Wiederholungsversuch abgeschlossen werden, was ein hohes Maß an Willensstärke und Selbstdisziplin erfordert.

### Trainingsprogramm
Mehrere Übungen werden in einem Trainingsprogramm zusammengefasst. Bei Anfängern empfiehlt sich ein Programm aus Grundübungen; Fortgeschrittene können den Fokus auf einzelne Muskelgruppen legen (siehe Krafttraining). Ein Standard-Superslow-Programm sieht folgendermaßen aus:
1. Kniebeuge, direkt gefolgt von
2. Überzug
3. Kniebeuge, direkt gefolgt von
4. Überzug
5. Klimmzug
6. Dips
7. Klimmzug negativ
8. Dips negativ

Zwischen Kniebeuge und Überzug wird keine Pause gemacht. Das wird als Supersatz bezeichnet. Nach einem Supersatz sollte eine längere Pause gemacht werden. Der Zusatz negativ bei den letzten beiden Übungen bedeutet, dass nur die Negativbewegung durchgeführt wird. Ein einzelnes Trainingsprogramm sollte niemals länger als 30 Minuten dauern.

### Häufigkeit
Als Maximum kann obiges Programm dreimal in der Woche mit je einem Tag Pause dazwischen absolviert werden. Hier droht jedoch die Gefahr von Übertraining. Bei den ersten Anzeichen eines solchen sollte eine Pause eingelegt werden (eventuell empfiehlt es sich, nur zweimal oder sogar nur einmal pro Woche zu trainieren). Stoppani empfiehlt 5–7 Ruhetage zwischen zwei Superslow-Trainingstagen  derselben Muskelgruppe.